# Medina (rodzaj)
Medina – rodzaj muchówek z rodziny rączycowatych (Tachinidae).

## Wybrane gatunki
- M. barbata (Coquillett, 1895)[2]
- M. collaris (Fallén, 1820)[1]
- M. fuscisquama (Mesnil, 1953)
- M. luctuosa (Meigen, 1824)[1]
- M. malayana (Townsend, 1926)
- M. melania (Meigen, 1824)
- M. multispina (Herting, 1966)
- M. ouelleti (Curran, 1925)[2]
- M. quinteri (Townsend, 1915)[2]
- M. separata (Meigen, 1824)[1]
- M. spinosa (Coquillett, 1897)[2]